# North Queensland Cowboys
Els North Queensland Cowboys són un club professional de rugbi a 13 australià amb seu a Townsville, Queensland. El club juga a la National Rugby League (NRL).
El club ha guanyat el campionat un cop (el 2015).